# Osiris (marque)
Pour les articles homonymes, voir Osiris (homonymie).
Osiris Shoes, couramment appelée Osiris, est une compagnie de chaussures de skateboard ou de BMX. Elle est basée en Californie du Sud.
Le modèle le plus célèbre de la marque est la Osiris D3, et son successeur, la Osiris D3 2001, dessinées par Dave Mayhew.
Plus récemment, le modèle choc Osiris fut les OG Abel Serve limited edition. Grafé sur l'intérieur et l'extérieur de la chaussure par le célèbre tatoueur de Los Angeles OG Abel. Leur prix de vente à leur sortie : 105 euros, au début de 2008. Existe en noir et blanc (black and white).